# 緣棘似折尾蝦
緣棘似折尾蝦（学名：Uroptychodes spinimarginatus）为劣柱蝦科似折尾蝦屬下的一个种。